# Atlin/Áa Tlein Téix’i Provincial Park
Der Atlin/Áa Tlein Téix’i Provincial Park, gelegentlich auch Atlin/Téix’gi Aan Tlein Provincial Park sowie ehemals Atlin Provincial Park and Recreation Area, ist ein insgesamt 229.894 ha großes Schutzgebiet im äußersten Nordwesten der kanadischen Provinz British Columbia. Der Provincial Park liegt im Westen von Atlin und gehört zum Regional District Stikine Region.
Beim Atlin/Áa Tlein Téix’i Provincial Park handelt es sich um einen sogenannten Back Country Park. Diese Parks haben üblicherweise keine direkte Anbindung an eine richtige Straße und sind nur über Schotterpisten oder Holzfällerstraßen bzw. auf Straßen gar nicht zu erreichen. Hier ist der Park üblicherweise mit dem Boot oder Wasserflugzeug zu erreichen. Im südwestlichen Parkbereich nähert sich auch eine Schotterpiste dem Park, erreicht ihn jedoch nicht.

## Anlage
Das Schutzgebiet liegt in der Boundary Ranges und setzt sich aus zwei Teilen zusammen. Durch den östlichen Teil der beiden Gebiete ziehen sich dann auch die Ausläufer des Juneau Icefields mit verschiedenen Gletschern, von denen der Llewellyn-Gletscher und der Willison-Gletscher die wichtigsten sind.
Das Parkgebiet reicht nach Osten an die Staatsgrenze zum US-Bundesstaat Alaska, wo sich dann teilweise der Haines State Forest an die Grenze anschließt. In diesem Parkteil findet sich der Atlin Lake und alle Inseln im Park. Zu diesen Inseln gehört mit Teresa Island auch die größte von allen. Auf Teresa Island findet sich der Birch Mountain mit einer Höhe von 2062 m. Der Berg gilt als der höchste Gipfel auf einer Insel in einem Süßwasser-See. Soweit im Park Infrastruktur vorhanden ist, findet sie sich in diesem Teil.
Bei dem Park handelt es sich um ein Schutzgebiet der Kategorie II (Nationalpark).

## Geschichte
Der Park wurde im Jahr 1973 eingerichtet. Im Laufe der Zeit wurde dann mehrfach der Status des Parks und seine Größe geändert. Mit der letzten Änderung im Jahr 2012 erhielt das Schutzgebiet dann die heutige Größe. Außerdem wird der Park nun auch unter dem heutigen Namen geführt. Ursprünglich bestand der Park bis dahin aus den Teilen Atlin Provincial Park und Atlin Recreation Area. Mit der Änderung im Jahr 2012 wurde das Schutzgebiet der Atlin Recreation Area aufgehoben. Ein Teil des bisherigen Gebiets (rund 9.000 ha) wurden dem Provinzial Park hinzugefügt, während der Rest in die Zuständigkeit des Ministry of Forests, Lands and Natural Resource Operations überführt wurde.
Wie jedoch bei fast allen Provinzparks in British Columbia gilt auch für diesen, dass er lange bevor die Gegend von Einwanderern besiedelt oder sie Teil eines Parks wurde, sie Siedlungs- und Jagd-/Fischereigebiet verschiedener Stämme der First Nations, hier hauptsächlich vom Volk der Tlingit, war. Aus ihrer Sprache stammt auch die Bezeichnung Áa Tlein, für „großer Körper des Wassers“.
Breite Bekanntheit erreichte das Gebiet erstmals Ende des 19. Jahrhunderts durch einen Ausläufer des Klondike-Goldrausch. Innerhalb kürzester Zeit fanden sich in diesem Gebiet mehrere tausend Goldsucher ein. Nachdem die Goldfunde schließlich wieder zurückgingen, verließen auch die Goldsucher das Gebiet und es verschwand aus der öffentlichen Beobachtung. Erst als BC Hydro hier zum Beginn der 1970er Jahre aus Wasserkraft (durch Verbindung des Atlin Lake mit dem Taku River) Elektrizität erzeugen wollte, gelangte es wieder kurzzeitig in das öffentliche Bewusstsein.

## Flora und Fauna
Innerhalb des Ökosystems von British Columbia wird das Parkgebiet, auf Grund der Größe und der unterschiedlichen Beschaffenheit verschiedenen Ökozonen zugeordnet. Das Gebiet wird dabei so unterschiedlichen Zonen wie der Boreal White and Black Spruce Zone(mit der Dry Cool Subzone), der Spruce – Willow – Birch Zone, der Alpine Tundra Zone, der Engelmann Spruce – Subalpine Fir Zone (mit der Wet Very Cold Subzone) sowie der Sub-Boreal Spruce Zone zugeordnet. Diese biogeoklimatischen Zonen zeichnen sich durch ein ähnliches Klima sowie gleiche oder ähnliche biologische sowie geologische Voraussetzungen aus. Daraus resultiert in denselben Zonen dann ein sehr ähnlicher Bestand an Pflanzen und Tieren.
|                       | Jan   | Feb   | Mär   | Apr  | Mai  | Jun  | Jul  | Aug  | Sep  | Okt  | Nov  | Dez   |   |       |
| Mittl. Tagesmax. (°C) | −9,1  | −6,1  | −0,3  | 6,7  | 12,5 | 17,2 | 19,0 | 17,5 | 12,3 | 5,7  | −2,5 | −5,0  | ⌀ | 5,7   |
| Mittl. Tagesmin. (°C) | −16,5 | −15,3 | −10,7 | −4,1 | 1,3  | 5,3  | 7,8  | 7,3  | 3,8  | −0,6 | −8,4 | −11,2 | ⌀ | −3,4  |
|                       |       |       |       |      |      |      |      |      |      |      |      |       |   |       |
| Niederschlag (mm)     | 45,6  | 25,4  | 17,4  | 9,4  | 18,2 | 29,7 | 32,8 | 34,2 | 42,0 | 37,4 | 36,1 | 36,4  | Σ | 364,6 |

| −16,5 |

| −15,3 |

| −10,7 |

| −4,1 |

| 1,3 |

| 5,3 |

| 7,8 |

| 7,3 |

| 3,8 |

| −0,6 |

| −8,4 |

| −11,2 |

| −16,5 |

| −15,3 |

| −10,7 |

| −4,1 |

| 1,3 |

| 5,3 |

| 7,8 |

| 7,3 |

| 3,8 |

| −0,6 |

| −8,4 |

| −11,2 |

Das überwiegend winterliche Klima mit nur wenigen Monaten, in denen die Durchschnittstemperatur über 10 Grad Celsius liegt, führt zu einem langsamen Wachstum der Bäume. Während in den niedrigeren Höhen noch der boreale Nadelwald vorherrscht, wird dieser in den höheren Lagen zuerst durch den subalpinen und dann durch den alpinen Wald ersetzt. Entsprechend der Lage und der Höhe finden sich im Parkgebiet auch die jeweiligen Bäume. Die Parkverwaltung listet im Management Plan für den Park auch fünf verschiedene vom Aussterben bedrohte Pflanzenarten auf.
Die Tierwelt entspricht sowohl der Höhe als auch der abgeschiedenen Lage des Parks. Dementsprechend finden sich hier auch Grizzlybär, Schwarzbär und Wolf. Weitere Säugetiere sind zum Beispiel der Columbia-Schwarzwedelhirsch, das Kanadische Waldkaribu (eine Unterart des Rentiers), die Schneeziege und eine Unterart des Dall-Schafs sowie das Eisgraue Murmeltier und das Arktische Ziesel.
Die Parkverwaltung listet zahlreiche Vogelarten, die im Park vorkommen; dabei kommen manche das ganze Jahr und manche nur im Sommer- oder Winterhalbjahr im Park vor. Zu den Vogelarten, die beobachtet werden können, gehören der Weißkopfseeadler und der Gerfalke sowie die Küstenseeschwalbe, der Eistaucher, der Pazifiktaucher, der Nördliche Raubwürger, der Prärie-Goldregenpfeifer sowie das Tannenhuhn.
In den Seen und Flüssen finden sich neben den weitverbreiteten Lachs- und Forellenarten auch der Amerikanische Seesaibling, der Hecht, die Arktische Äsche und verschiedene Coregoninae (im englischen Round whitefish und Lake Whitefish genannt).

## Aktivitäten
Der Park ist nicht von ausgeprägter touristischer Bedeutung und zieht auch nicht viele Besucher an. Daher gibt es im Park auch keine umfangreich ausgebaute touristische Infrastruktur. Am Atlin Lake finden sich verschiedene Ankerstellen für Bootfahrer und dazu nahegelegen vorbereitete Zeltstellen. Vereinzelt finden sich dort eine einfachste Toiletten. Die drei Wanderwege im Park sind ebenfalls nicht weiter ausgebaut.